# Ману, Тэмсин
Тэмсин Кэролин Ману (урожд. Льюис) — австралийская бегунья на короткие и средние дистанции.

## Биография
Родилась и выросла в Мельбурне. Её мать Кэролин Райт, прыгунья в высоту, а отец Грэг Льюис спринтер, участник Олимпийских игр 1968 года. Муж, Грэм Ману — игрок в крикет.
Первых серьёзных успехов добилась в 1996 году, когда стала бронзовым призёром чемпионата мира среди юниоров в эстафете 4×400 метров. В 1998, 2002 и 2006 годах становилась победителем игр Содружества в эстафете 4×400 метров. Выиграла золотую медаль на чемпионате мира в помещении 2008 года на дистанции 800 метров.
За свою карьеру 17 раз становилась чемпионом Австралии по лёгкой атлетике.